# MUSICRUSADERS
MUSICRUSADERS（ミュージックルセイダース）は、日本のロックバンド、BEAT CRUSADERSのカバーアルバム。2005年9月7日、デフスターレコーズよりリリース。

## 概要
バンド初のカバー・アルバム。
本作はリクエスト・カバー集となっており、ヒダカトオル（ボーカル、ギター）がDJとして出演していたFM802のレギュラープログラム『MUSIC FREAKS媒』の人気コーナーであった"MUSICRUSADERS"で紹介された楽曲を中心に構成されている。このコーナーでは毎月ビークルにカバーしてほしい楽曲を応募、そのリクエストに答えて翌月でそのカバー楽曲を発表するという企画であった。本作はそのリスナーからの熱い要望を受けてリリースされた。
本作は通常盤（12曲収録）と、曲間にメンバーによるDJが入った初回生産限定盤 (MASKED "SUPERSTAR" DJ Ver.) の2形態での発売となった。

## 収録曲
初回生産限定盤 (MASKED "SUPERSTAR" DJ Ver.)
1. JINGLE 1 (0:04)
2. THE DISAPPOINTED (2:26)
作詞・作曲：ANDY PARTRIGE
XTCのカバー。
3. MASKED "SUPERSTAR"DJ TALK PART I (1:22)
4. I CAN SEE CLEARLY NOW (2:39)
作詞・作曲：JOHNNY NASH
ジミー・クリフのカバー。
MVも制作され北乃きいが出演している。なお、メンバーは一切出演していない。
『ミュージックステーション』に初出演した際、この曲と「FEEL」が演奏された。
5. NEW SONG (3:08)
作詞・作曲：HOWARD JONES
ハワード・ジョーンズのカバー。
6. MASKED "SUPERSTAR"DJ TALK PART II (1:40)
7. SKY HIGH (2:55)
作詞・作曲：CLIVE SCOTT,DESMOND DYER
ジグソーのカバー。
8. MASKED"SUPERSTAR"DJ TALK PART III (1:45)
9. IMAGINE? (3:26)
作詞・作曲：ヒダカトオル
LASTRUM時代の楽曲のセルフカバー。
10. THERE SHE GOES (2:59)
作詞・作曲：LEE ANTONY MAVERS
ラーズのカバー。
クボタマサヒコ（ベース）がすべてのBGMとプログラミングを担当した。
11. MASKED"SUPERSTAR"DJ TALK PART IV (1:08)
12. WE'RE ALL ALONE (4:24)
作詞・作曲：BOZ SCAGGS
ボズ・スキャッグスのカバー。
13. MASKED "SUPERSTAR"DJ TALK PART V (1:24)
14. INSTANT KARMA! (4:05)
作詞・作曲：JOHN LENNON
ジョン・レノンのカバー。
15. DANCING QUEEN (3:10)
作詞・作曲：BENNY ANDERSON,STIG ANDERSON,BJOERN K. ULVAEUS
ABBAのカバー。
カトウタロウ（ギター）がメインボーカルをとっている。
16. MASKED"SUPERSTAR"DJ TALK PART VI (1:51)
17. 希望の轍 (4:26)
作詞・作曲：桑田佳祐
サザンオールスターズのカバー。
作品化された中では、発表した全楽曲の中で唯一の日本語詞曲。
18. AGAINST ALL ODDS (3:06)
作詞・作曲：PHILLIP COLLINS
フィル・コリンズのカバー。
19. MASKED"SUPERSUTAR"DJ TALK PART VII (1:43)
20. REALITY (3:32)
作詞・作曲：VIADIMIR COSMA,JEFF JORDAN
リチャード・サンダーソンのカバー。
ビークル初代メンバーのイワハラユキオが参加している。
21. JINGLE2 (0:36)

全編曲：BEAT CRUSADERS
通常盤
1. THE DISAPPOINTED
2. I CAN SEE CLEARLY NOW
3. NEW SONG
4. SKY HIGH
5. IMAGINE?
6. THERE SHE GOES
7. WE'RE ALL ALONE
8. INSTANT KARMA!
9. DANCING QUEEN
10. 希望の轍
11. AGAINST ALL ODDS
12. REALITY

## アナログシングル
また、本アルバムから「I CAN SEE CLEARLY NOW」「THERE SHE GOES」の2曲がリカットされ、DVD『PHANTOMS OF THE PopERA 〜ポペラ座の怪人たち〜』と同時発売された。
「I CAN SEE CLEARLY NOW/THERE SHE GOES」（アイ・キャン・シー・クリアリー・ナウ/ゼア・シー・ゴーズ）は、BEAT CRUSADERSがリリースした、アナログ盤シングルである。2005年9月28日、デフスターレコーズよりリリース。

### 収録内容
- Side A：I CAN SEE CLEARLY NOW
- Side B：THERE SHE GOES